# Gare d'Acton Vale
La gare d'Acton Vale est une ancienne gare ferroviaire canadienne de la ligne de Montréal à Portland, située à Acton Vale, chef lieu de la municipalité régionale de comté d'Acton, en région administrative de Montérégie, dans la province de Québec.
Construite en 1900 par la compagnie de chemin de fer du Grand Tronc, elle a été désignée en tant que lieu historique du Canada en 1976. Elle est actuellement utilisée en tant qu'office de tourisme.

## Patrimoine ferroviaire
Le 6 novembre 1976, le bâtiment construit par la Compagnie du Grand Tronc en 1900, est reconnu lieu historique national du Canada par le gouvernement du Canada le 6 novembre 1976.

Le bâtiment protégé sur son site d'origine
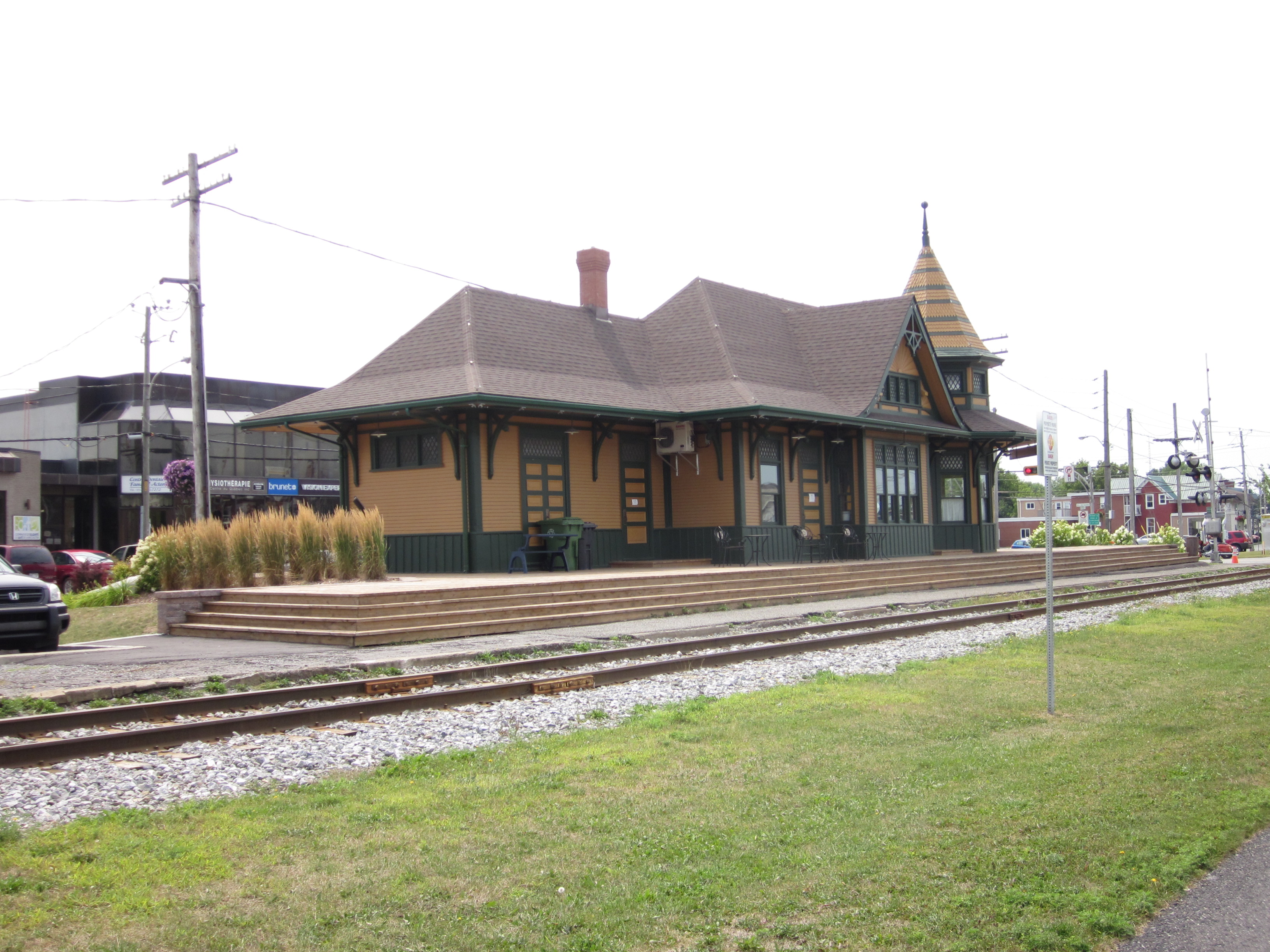
2012.
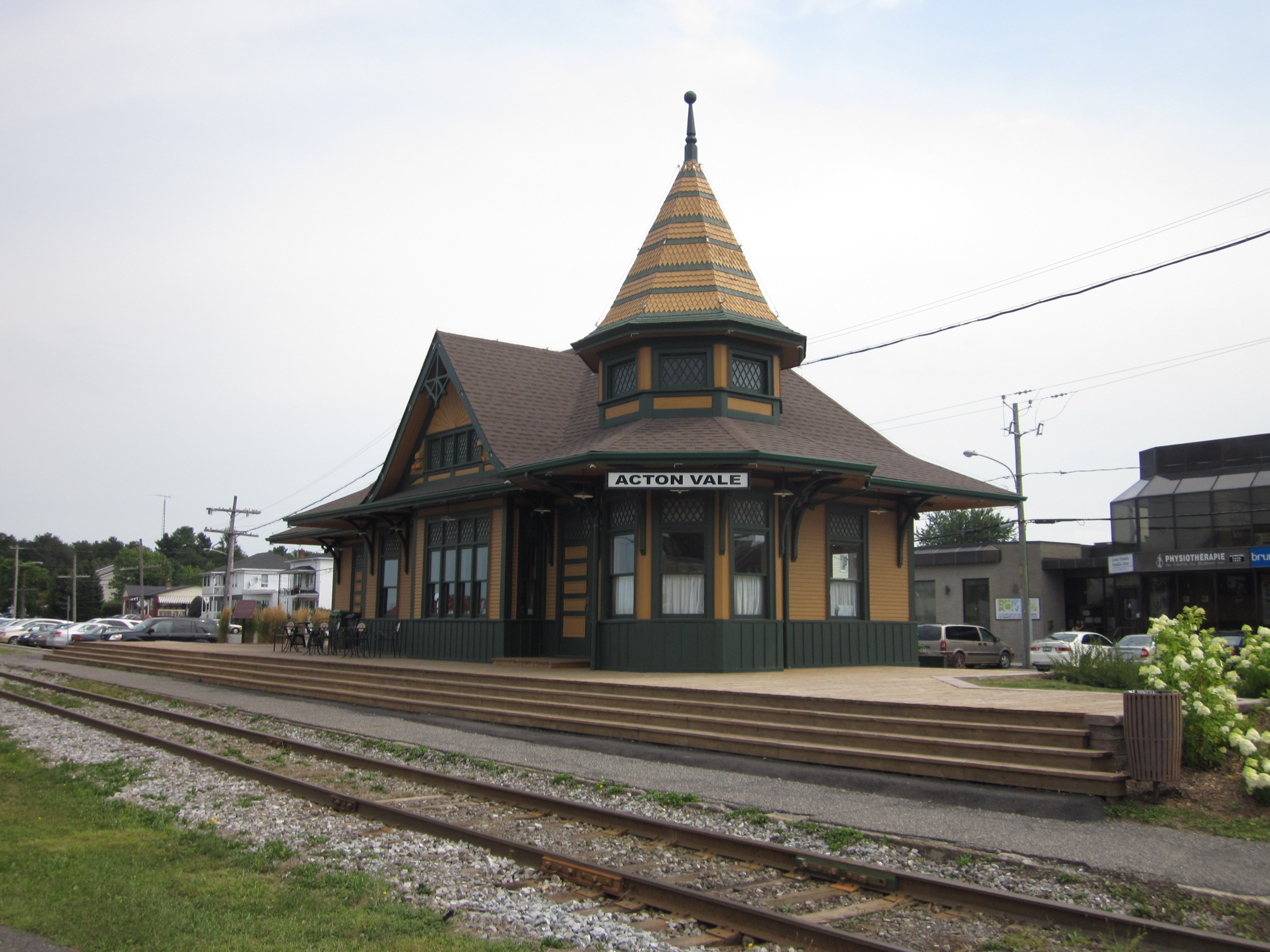
2012.
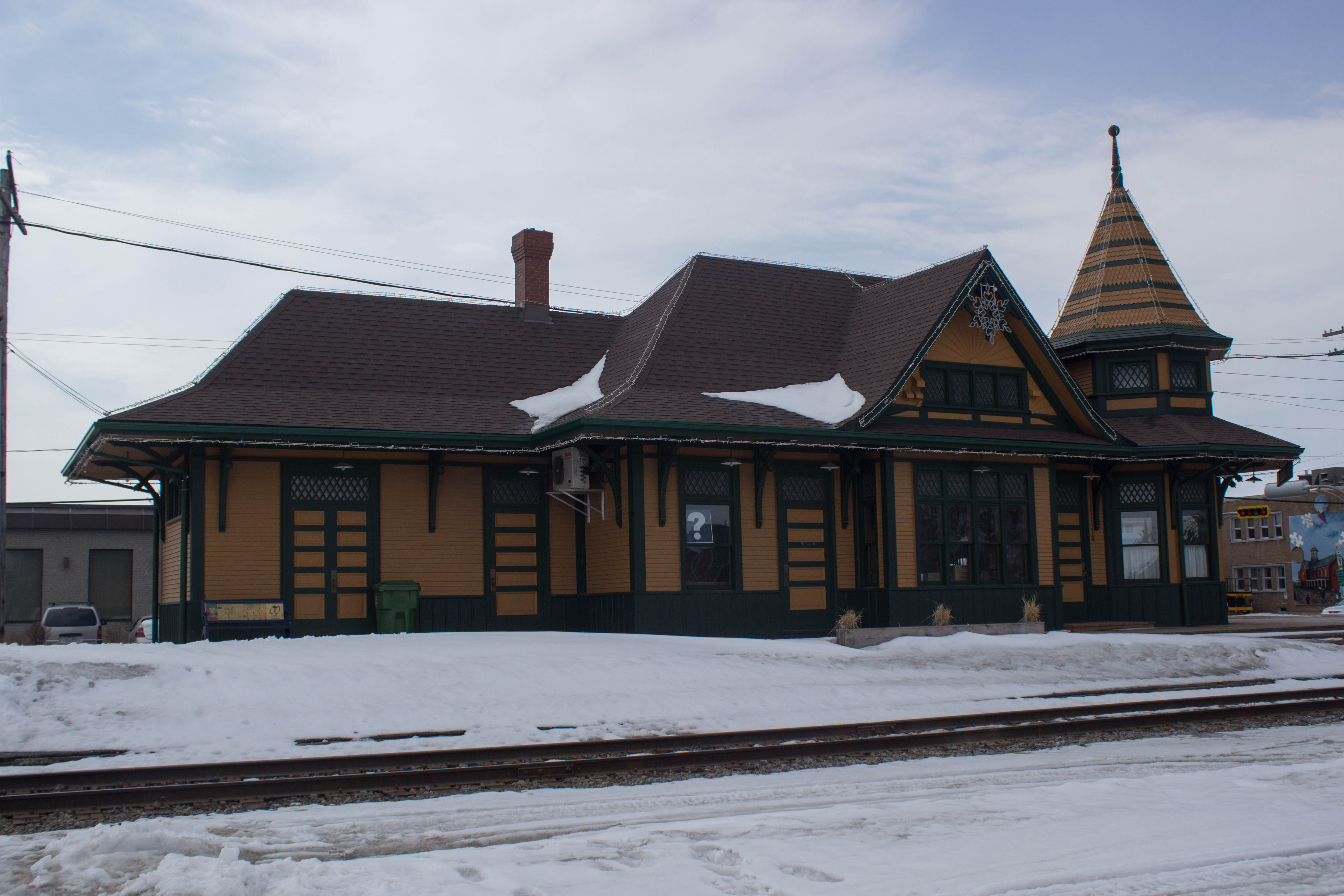
2014.